# Jedle ojíněná
Jedle ojíněná (Abies concolor) je stálezelený jehličnan původem ze Spojených států amerických a Mexika.

## Synonyma
- Abies grandis varieta concolor
- Picea concolor
- Pinus concolor

## Popis
Stálezelený, jehličnatý, rychle rostoucí (více než 30 cm za rok, více než 4,5 m za deset let) strom dorůstající 60 m a dožívající se přes 300 let. Kmen dosahuje průměru 1–2 m. Koruna je kuželovitá (věžovitá), u starších stromů s plochým vrcholem. Větve tvoří s kmenem pravý úhel, spodní se často u starších stromů sklánějí. Borka je zpočátku světle šedá, tenká a hladká, později tloustnoucí (až do 18 cm) a rozpraskaná do podélných brázd, někdy s viditelnou nažloutlou druhotnou kůrou (periderm). Letorosty jsou většinou protilehlé, lysé či s nažloutlými chlupy. Pupeny jsou nekryté, pryskyřičnaté, hnědé a téměř kulovité (když jsou malé), žluté a téměř kuželovité (když jsou již větší), se zakulaceným či špičatým vrcholem; bazální pupenové šupiny jsou ve tvaru rovnostranného trojúhelníka, s pryskyřicí nebo bez ní a s ostrými vrcholy. Jehlice jsou 1,5–6 cm dlouhé a 2–3 mm široké, seshora šedozelenomodrostříbrné (varieta concolor), tmavozelené (varieta lowiana) a někdy rýhované, se 7-18  řadami průduchů (u variety concolor) a 5-9 řadami průduchů (u variety lowiana); zespodu šedomodrozelené; na vrcholu většinou zaoblené (varieta concolor), někdy též ostré či vroubkované (varieta lowiana); většinou se vyskytují ve dvou řadách, jsou srpovitě prohnuté, modrošedě ojíněné ze všech stran, směřující vzhůru a pronikavě vonící. Samčí šištice jsou červenopurpurovonazelenalé. Samičí šištice (šišky) jsou válcovité, 7–12 cm dlouhé a 3-4,5 cm široké, s kulatým vrcholem, zpočátku žlutozelené, dozráváním hnědé, k oběma koncům se zužující. Semena jsou hnědá, 8–12 mm dlouhá a 3 mm široká, s 24 mm dlouhým a hnědým křídlem. Děložních lístků je 5-9 . Strom kvete v dubnu. Semena dozrávají v září a říjnu.

## Příbuznost
Jedle ojíněná Abies concolor má dle některých botaniků 2 variety:
- Abies concolor varieta concolor
- Abies concolor varieta lowiana (synonyma této variety: Abies lowiana; Abies concolor poddruh lowiana; Picea lowiana).

## Výskyt
Domovinou stromu jsou: Spojené státy americké (státy Colorado, Utah, Kalifornie, Nevada, Idaho, Nové Mexiko, Arizona, Oregon a Wyoming); (varieta concolor je rozšířena na západě USA, s výjimkou pohoří Sierra Nevada; varieta lowiana se vyskytuje v pohoří Sierra Nevada (na území států Kalifornie a Nevada) a též v severních pobřežních horách v Kalifornii); a Mexiko (státy Baja California, Chihuahua a Sonora).

## Ekologie
Vysokohorský strom, roste v nadmořských výškách 600–3400 m v různých horských půdách odvozených od žuly, čediče, andezitu, pemzy a někdy též pískovce.
pH půdy je 6,1-7,8  (mírně kyselé, neutrální, mírně zásadité). Velmi přizpůsobivá jedle, snáší různé klimatické, městské (nicméně nesnáší znečištění ovzduší a patří mezi jednu z nejzranitelnějších jedlí oxidem siřičitým) a pěstební podmínky, mladé stromy jsou pro tenkou borku často zničeny lesními požáry, dospělé stromy jsou již odolnější. Strom má kořeny umístěny spíše do šíře nežli do hloubky, čímž může trpět vývraty, lepší je sázet jej ve větších skupinách a do poloh chráněných před silnými větry. Klima mírně vlhké, s poměrně teplými a suchými léty a studenými zimami. Mrazuvzdorný do −34 °C. Jedle ojíněná tvoří jak monokulturní porosty, tak porosty smíšené s: různými druhy borovic - například s borovicí Jeffreyovou, borovicí Lambertovou, borovicí těžkou a dalšími, s dalšími druhy jedlí - jedlí nádhernou, jedlí vznešenou, jedlí obrovskou, dále s topolem osikovitým Populus tremuloides a jinými.
Jedle ojíněná poskytuje životní prostředí mnoha druhům zvířat: puštíku západnímu, orlu bělohlavému, šoupálku americkému Certhia americana extima, brhlíku americkému, jehlice stromu spásá jelenec ušatý, semeny stromu se živí tetřevi, křivky, ořešník americký Nucifraga columbiana, různí hlodavci a jiní.
V některých oblastech Kalifornie je jedle ojíněná agresivní druh, omezuje porost sekvojovce obrovského.

## Choroby a nepřátelé
Na jehlicích stromu mohou škodit různé druhy z rodu obalečů (Choristoneura) nebo také štětconoš douglaskový Orgyia pseudotsugata, dřevo požírají různé druhy kůrovců (například bělokaz Scolytus ventralis), houba kořenovník vrstevnatý Heterobasidion annosum může škodit na kořenech, dřevo je také napadáno občas různými druhy václavek (Armillaria) a jmelím. Při použití jako vánoční stromek mohou způsobit zásadní problém houby z řádu rzi Pucciniales, neboť napadený stromek zbytňuje a získává oranžovou barvu.

## Symbióza
Pro růst a dobrý zdravotní stav stromu je důležitá symbiotická mykorhiza.

## Využití člověkem
Lehké, snadno opracovatelné dřevo se používá ve stavebnictví a k výrobě krabic, beden, dveří, překližky. V Kalifornii je jedle ojíněná používána jako vánoční stromek pro své aroma a dlouhou výdrž jehlic po pokácení stromu. Existuje mnoho kultivarů, zakrslých a jiných, které se běžně pěstují jako okrasné dřeviny v zahradách a v parcích. Domorodí Američané (Indiáni) používali strom v medicíně: Jehlice proti revmatismu (koupel v odvaru z jehlic) a plicním onemocněním; pryskyřici z borky k léčení řezných ran, vředů a zánětů a jako plombu do zkažených zubů a po povaření pro léčbu pohlavních nemocí; odvar z borky při léčbě tuberkulózy; též jako čaj. Mimo medicínské využití slouží jako stavební materiál a pro výrobu předmětů do domácnosti.

## Ohrožení
Jedle ojíněná není organizací IUCN považována za ohroženou, stav její populace je stabilní a strom se vyskytuje v mnoha chráněných oblastech.

## Galerie

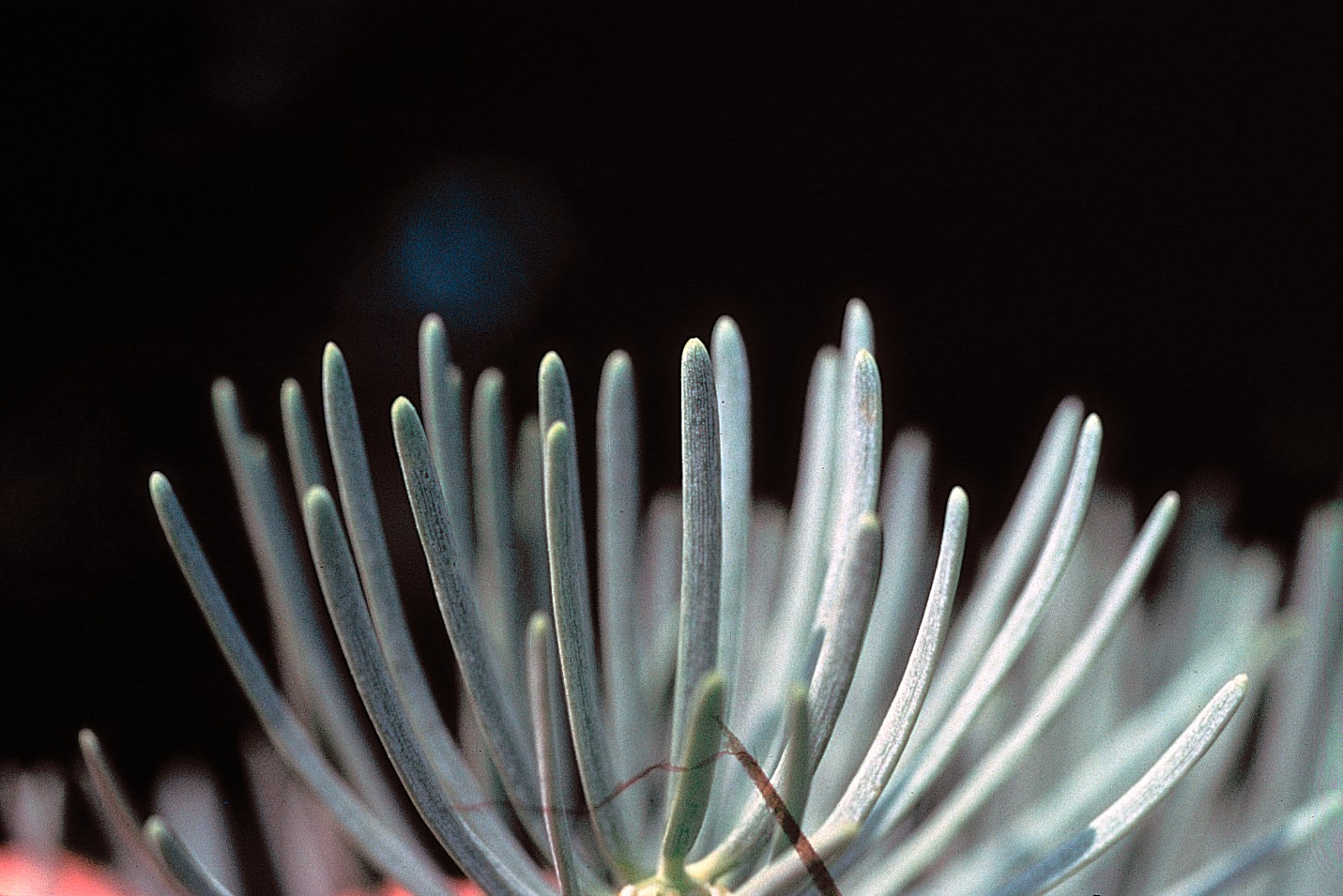
Jedle ojíněná, detail jehlic.
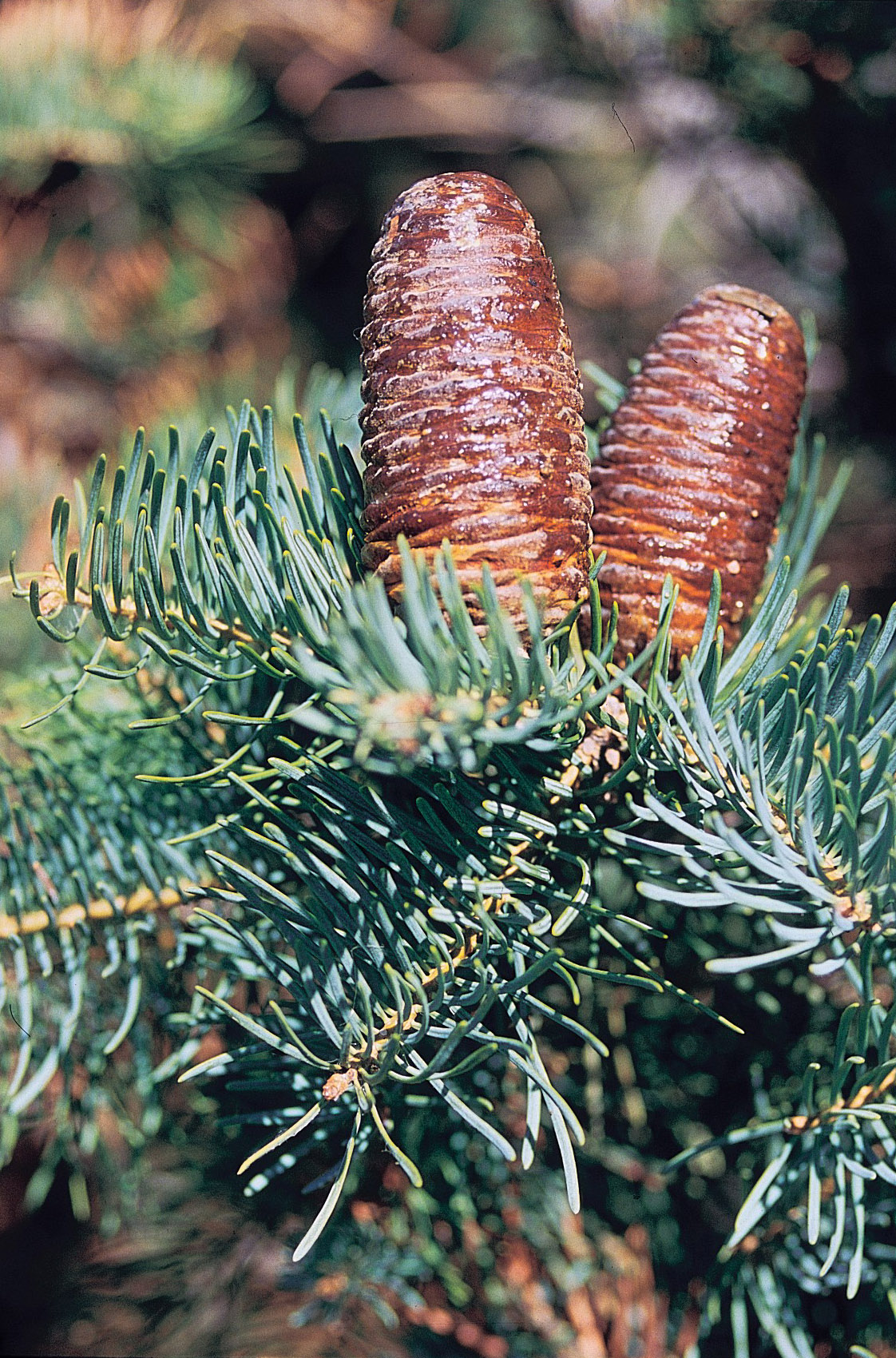
Jedle ojíněná, samičí šištice - šišky na větvi.
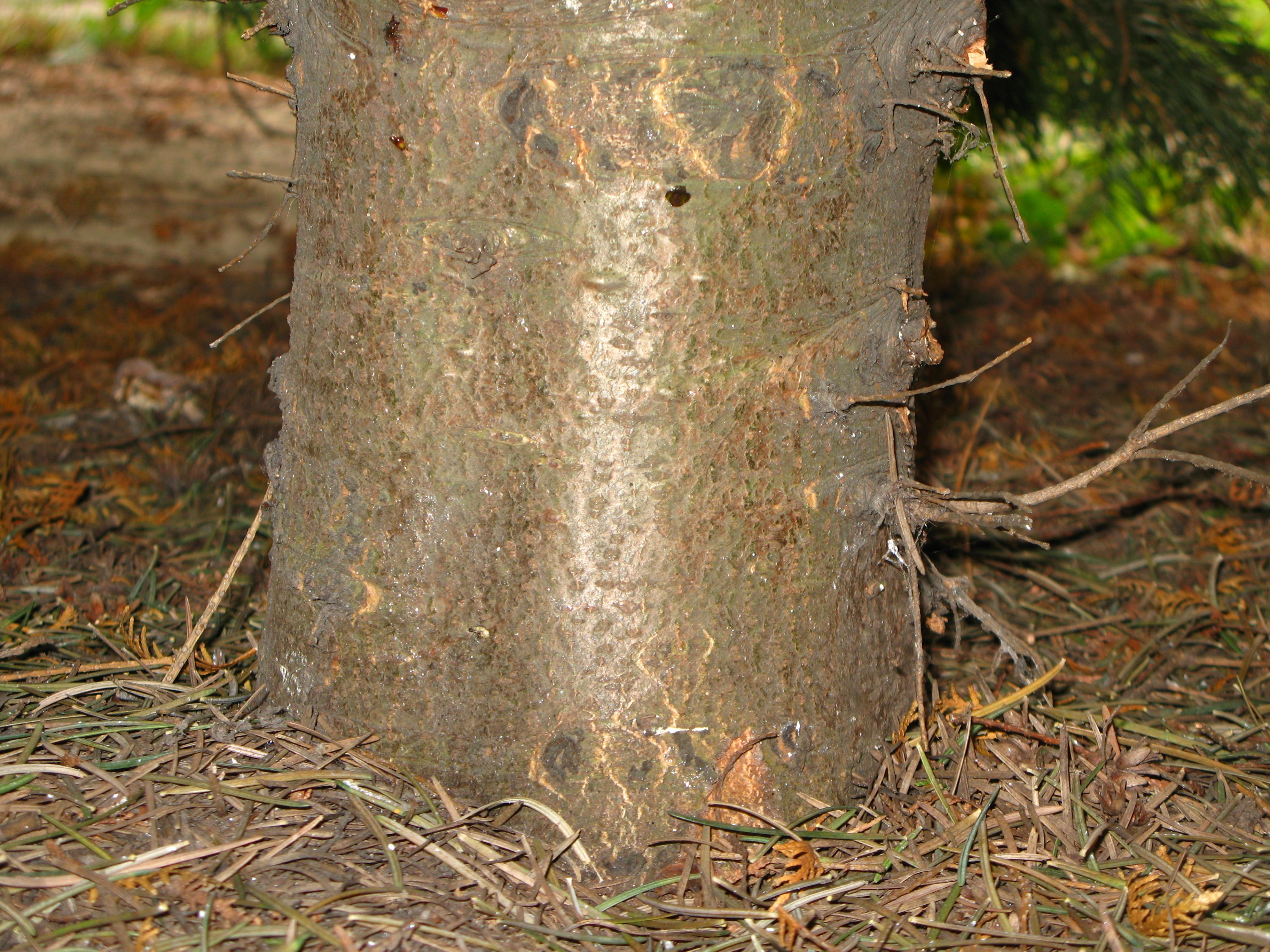
Jedle ojíněná, borka.